# Луїс Ріхо
Луїс Ріхо (ісп. Luis Rijo; 28 вересня 1927, Монтевідео — 8 травня 2001, Ривера) — уругвайський футболіст, що грав на позиції нападника.
Виступав за клуб «Сентраль Еспаньйол», а також національну збірну Уругваю.

## Клубна кар'єра
У дорослому футболі дебютував виступами за команду «Сентраль Еспаньйол», кольори якої і захищав протягом усієї своєї кар'єри гравця.

## Виступи за збірну
1949 року дебютував в офіційних матчах у складі національної збірної Уругваю. У складі збірної був учасником чемпіонату світу 1950 року у Бразилії, здобувши того року титул чемпіона світу, але на поле не виходив, будучи дублером Оскара Омара Мігеса.

## Смерть і пам'ять
Помер 8 травня 2001 року на 74-му році життя у місті Ривера, де жив останні роки.
2005 року на честь 100-річчя заснування клубу «Сентраль Еспаньйол» в Уругваї були випущені поштові марки з трьома найбільш значущими фігурами клубу — чемпіонами світу 1950 року Родрігесом Андраде (один з ключових гравців у збірній), його партнером Луїсом Ріхо і тренером збірної на турнірі Хуаном Лопесом.

## Титули і досягнення
- Чемпіон світу: 1950